# 马里奥·曼朱基奇
馬里奧·曼祖基奇（發音：[mâːrio mǎndʒukitɕ]，1986年5月21日—），克羅埃西亞退役足球運動员，司职前锋，現任克罗地亚国家足球队助理教練。是前克羅埃西亞國家足球隊的一員。他除了是一名多產的射手之外，他為人所知的是他的積極的防守貢獻和制空力量。
曼祖基奇在自己的家鄉俱樂部马尔索尼亚展開其職業生涯，後來他加盟到克里地亞首都兩支大俱樂部，首先他加盟萨格勒布队。其後在2007年加盟萨格勒布迪纳摩，他在2008-09球季成為克罗地亚足球甲级联赛最佳射手。他的多產進球能力令他在2010年夏季轉會加盟到沃尔夫斯堡。在經過2012年歐洲足球錦標賽打入三球並成為最佳射手之一的出色表現後， 他被德甲班霸拜仁慕尼黑簽入。曼祖基奇在加盟俱樂部首個賽季就為拜仁奪得三個獎盃：德甲冠軍，德國盃以及歐洲冠軍聯賽冠軍，當中，他在歐洲冠軍聯賽決賽打進第一個進球。
在國際賽方面，曼祖基奇在2007年11月被當時國家隊的教練斯拉文·比利奇選入國家隊。他更代表克羅地亞參加2012年歐洲足球錦標賽和2014年世界盃這兩個重要賽事，他已經為國家隊上陣超過50場比賽。他在2012和2013年連續兩年當選克羅地亞足球先生。2018年8月14日，文迪蘇傑透過社交媒體宣布退出國家隊。

## 俱乐部生涯

### 早年
曼祖基奇生于南斯拉夫斯拉沃尼亞布羅德，1992年随家人移民德国，并在迪琴根俱乐部接受青训。1997年，曼祖基奇回到家乡球队马尔索尼亚，为球队效力至2003年。随后，他转投另一只家乡球队泽列兹尼卡（铁路工）。一个赛季后，曼祖基奇又转会至萨格勒布队。在名帅的指导下，其表現迅速提升，因此引來了歐洲眾多球隊的關注。

### 萨格勒布迪纳摩

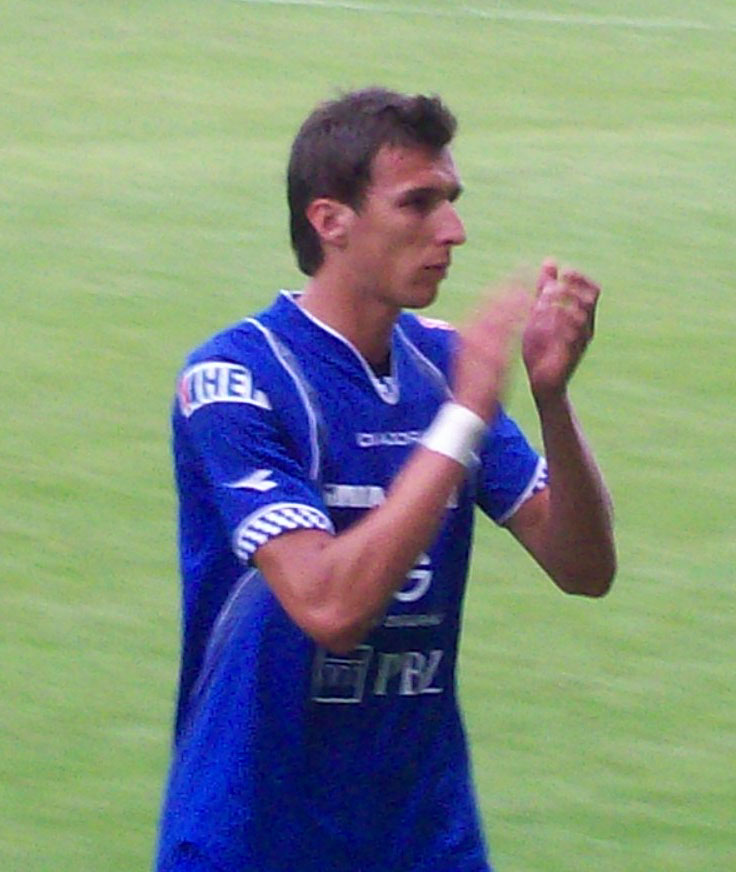
曼祖基奇在2008年7月為薩格勒布迪納摩效力

2007年夏天，年僅21歲的曼祖基奇以130萬歐元的身價轉會到克羅地亞豪門萨格勒布迪纳摩，顶替刚刚转会至英超阿森纳俱乐部的队内球星。来到球队的首个赛季，曼祖基奇 便在29场比赛中为萨格勒布迪纳摩打入12球，奉献11次助攻，但在整个赛季，他同样吃到了8张黄牌成为犯规最多的球员；在随后的2008－2009赛季，他在28场比赛中打入16球，成为克罗地亚联赛的最佳射手；德甲球队雲達不萊梅曾在这个赛季求购这位克罗地亚锋线新星，但遭到迪纳摩拒绝。下一个赛季他又在联赛的24次出场中打入14球，但也因在对比利时安德莱赫特队的欧罗巴联赛中表现糟糕而被俱乐部罚款10万欧元，一时间引起很多争议。
他在對陣連菲特的欧洲联盟杯資格賽中打進二球。而在該克羅埃西亞足球甲級聯賽賽季中，曼祖基奇上陣28場打進16球並成為聯賽最佳射手。他也在2008–09年欧洲联盟杯打進三球。他在2010年世界盃外圍賽上陣8場，這也是他在克羅埃西亞國家隊開始有出色表現的賽季。在2008-09賽季後，他與德甲俱樂部文達不來梅，萨格勒布迪纳摩拒絕了這支德甲俱樂部1,200萬歐元的價格。因為萨格勒布迪纳摩希望能夠有1,500萬歐元的價格才會將曼祖基奇放走。曼祖基奇在2009-10賽季的歐洲冠軍聯賽的資格賽面對薩爾斯堡紅牛的比賽中打進一球，並在比賽最後一分鐘被紅牌驅趕離場。因為有球迷從看台拿瓶子扔向曼祖基奇並擊中他，之後他告訴裁判，但裁判卻給了他第二張黃牌，令他提早離場。2009年9月17日，在2009–10年歐洲聯賽的小組賽迪納摩在主場以0:2不敵安德莱赫特，曼祖基奇因為行為不當而被罰款10萬歐元。這也是他首次作為球員而被罰款。 同年9月20日，曼祖基奇以隊長身份帶領迪納摩以6:0大勝里耶卡。在賽後的訪問中，曼祖基奇拒絕任何關於他轉會的任何猜測，他說以隊長身份為迪納摩效力是他從小的夢想，他會把最好的表現奉獻給俱樂部的任何比賽。在這個賽季，他在聯賽上陣24場，他也在這個賽季的歐洲聯賽上陣五場。

### 沃尔夫斯堡
2010年7月14日，德甲球队沃尔夫斯堡斥资700万欧元，从萨格勒布迪纳摩引进曼祖基奇，取代此前以900万欧元转会喀山红宝石的尼日利亚前锋。他与狼堡签约4年，选择了18号球衣。他在11-12德甲賽季的上半季在當時的主教練史蒂夫·麥克拉倫的麾下擔任左翼峰的位置，並支援當時的正前鋒埃丁·哲科。但哲科在2011年1月加盟英超俱樂部曼城，令曼祖基奇取代他的位置。2011年3月12日，沃尔夫斯堡在德甲联赛第26轮迎战紐倫堡的比賽，曼祖基奇在上半場第23分钟接應右路傳中，並搶在沃尔夫和沃尔沙伊德兩人身前推射破門，打入了加盟沃尔夫斯堡俱乐部以来的首個正式比赛進球。在德甲的第一个赛季，他出场24次打入8球；2011－2012赛季，他又在32场比赛中打入12球。其後菲利克斯·馬加特走馬上任，並重用曼祖基奇。而他在聯賽最後七輪比賽中總共打入8球，其中兩球是在最後一輪對陣霍芬海姆所攻入的，繼而協助狼堡成功保住德甲席位。而曼祖基奇在沃爾夫斯堡的第二個賽季，他成為俱樂部在聯賽的首發球員並以12球進球成為隊中進球最多的球員。在他效力狼堡期間，他一共為俱樂部上場56場並打進20球。而他在狼堡效力期間，因為出色進球能力和良好的比賽態度。令他成為沃爾夫斯堡最佳的球員之一，並迅速成為球迷的寵兒。

### 拜仁慕尼黑

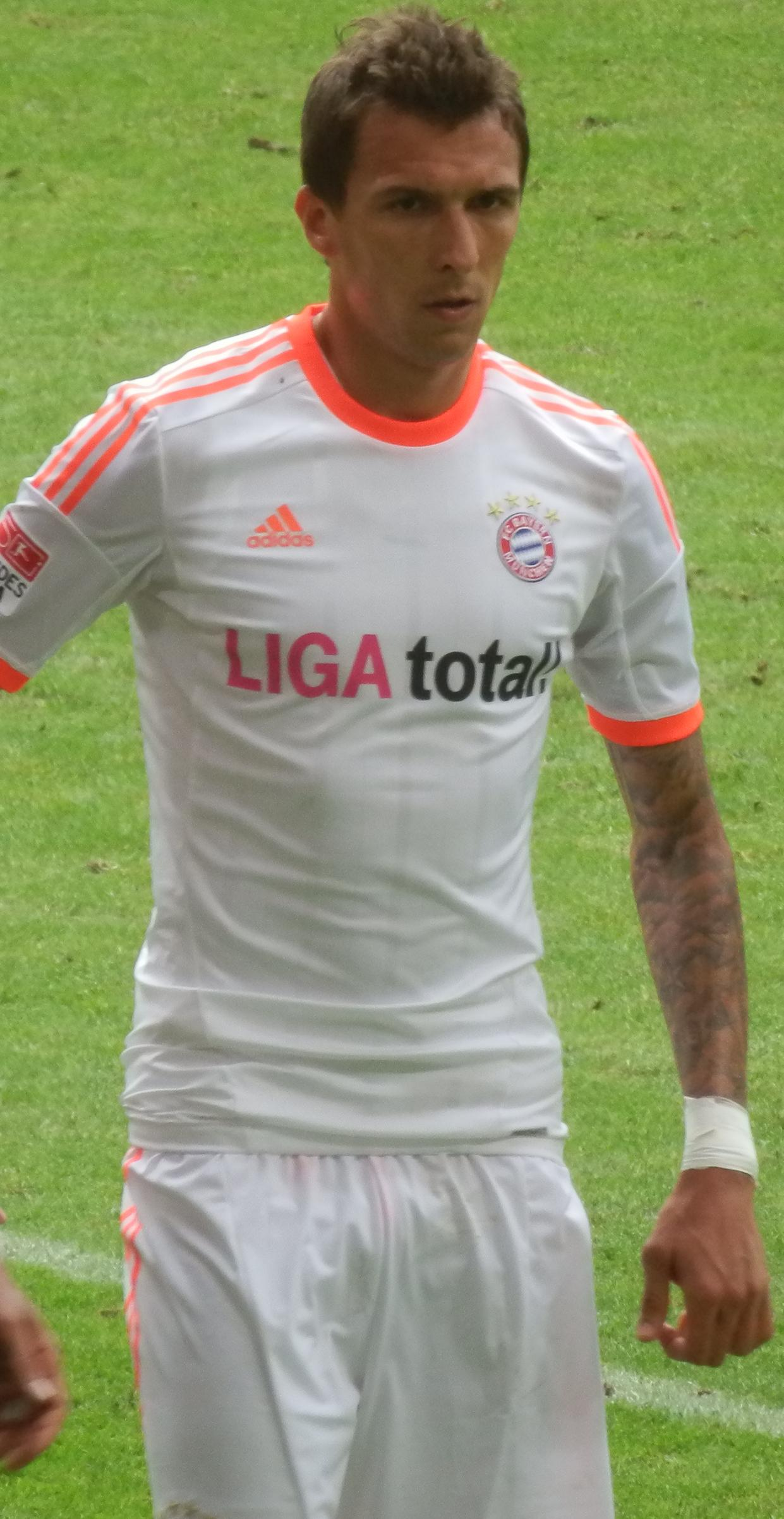
曼祖基奇為拜仁效力

2012年6月26日，曼祖基奇与拜仁慕尼黑俱乐部签署了一份为期4年合同。27日，拜仁俱乐部正式宣布签下在2012年欧洲足球锦标赛上发挥出色的曼朱基奇，转会费用约为1300万欧元。

#### 2012-13賽季
在2012年7月24日，曼祖基奇打進自己在拜仁的第一個進球，他在79分鐘射入第五球，協助俱樂部以6:0大勝中超俱樂部北京國安。同年8月12日，他在對陣應屆冠軍多特蒙德的比賽中開賽6分鐘就打進自己首個在拜仁的官方進球。幫助俱樂部贏得德國超級盃。他在該賽季德甲首輪對陣菲爾特的比賽中打進首個在拜仁的聯賽進球，及後在聯賽第二輪主場6:1大勝斯圖加特的比賽中再打進一球。此外，他在面對前東家沃爾夫斯堡的比賽中打進兩球。
曼祖基奇在五場德甲聯賽中打進四個進球，令他在上陣11場打進9球的成績成為德甲頂級球員。在加盟拜仁初期表現出色的他，迅速取代受傷病因擾的馬里奧·高美斯成為俱樂部必然正選，但其後季中一度陷入低潮，連續五場聯賽沒有進帳。在德甲冬季休賽期後，曼祖基奇又再重現射手本色，他在最初兩輪對陣菲爾特以及斯圖加特的比賽中打進3球。及後，他在對陣美因茨05的比賽中又打進2個進球。曼祖基奇的出色表現令他最終在首個效力拜仁的德甲賽季便成為俱樂部最佳射手。他總共在聯賽上陣24場並打進15球，幫助拜仁重奪失落已久的德甲冠軍。他也在自己首個歐洲冠軍聯賽有好的表現，在16強對陣阿森納的比賽中打進一球。其後，在作客都靈對陣尤文圖斯的半準決賽中再打進一球。同年5月24日，拜仁在該年的歐冠盃決賽對陣多蒙特。曼祖基奇打進比賽中的第一個進球，他在下半場60分鐘先開紀錄令拜仁以1:0領先，加上洛賓在完場前一分鐘的絕殺進球，令拜仁最終以2-1擊敗這支德甲宿敵，奪得12年來首座歐冠盃的冠軍。這個進球，也代表着曼祖基奇成為第一個在歐洲冠軍聯賽決賽進球的克羅埃西亞球員，也是他在慕尼黑有着出色表現的賽季，協助俱樂部完成三冠王榮譽，當中包括德甲，歐冠以及德國盃。另外也獲得該賽季初的2012年德國超級盃。

#### 2013-14賽季
曼祖基奇因為在這個賽季不適應拜仁的新任主教練佩普·瓜迪奥拉的戰術而令他在季初的表現並不理想。瓜迪奥拉把拜仁的陣式轉為4-1-4-1從而取代前任主帥尤普·海因克斯的4-2-3-1陣式。雖然曼祖基奇花了一些時間來適應，但他仍然在聯賽裡有着正常的發揮。他在2013年至2014年德国足球甲级联赛賽季最初兩輪比賽都首發上陣並射入2球。曼祖基奇在歐冠小組賽主場安聯球場對陣莫斯科中央陸軍的比賽中打進自己在這個歐冠賽季的第一個進球，協助拜仁3:0大勝對手。他在11月作客比爾森勝利的歐冠小組賽中頂入全場比賽唯一進球，協助拜仁鎖定淘汰賽階段名額以及打破歐冠連續9場連勝紀錄。曼祖基奇在12月德甲冬季休賽期前一輪對陣漢堡的比賽中打進自己在本賽季第10個德甲進球。在2013年俱樂部世界盃半準決賽對陣中國俱樂部廣州恒大的比賽中，曼祖基奇在上半場44分鐘接應隊友蒂亚戈·阿尔坎塔拉的傳中將皮球頂入，令拜仁在半場領先對手2:0。他最終幫助拜仁在隨後對陣拉賈卡薩布蘭卡的決賽中以2:0擊敗對手，第一次捧起此項錦標。在德甲冬季休賽期完結後，曼祖基奇落選拜仁對陣門興格拉德巴赫的十八人大名單。據報導，瓜迪奧拉因為對他在訓練中的表現不為所動，而決定不將他放入十八人名單之中。及後在下一輪對陣斯圖加特的比賽中，曼祖基奇重返拜仁的十八人名單。一星期後，曼祖基奇在拜仁對陣法蘭克福的比賽開場12分鐘便傳出一個精確傳球予隊友馬里奧·格策令他替拜仁首開紀錄。曼祖基奇在法定時間完結前1分鐘打進一球從而協助拜仁在主場大勝對手5:0。2014年2月12日，曼祖基奇在德國盃半準決賽作客漢堡的比賽中做出他在這個賽季的第一個帽子戲法，協助拜仁以5:0大勝對手。隨後曼祖基奇在對陣漢諾威的比賽中接應隊友的傳球打進自己在德甲聯賽的第100個進球。雖然曼祖基奇在這個賽季以26球進球成為拜仁陣中最佳射手，但他仍然在2014年德國盃決賽被主教練瓜迪奧拉剔出18人大名單。其後，曼祖基奇開始表示自己因為踢球風格與主教練瓜迪奧拉的理念不相同而打算離開拜仁。

### 馬德里體育會
2014年7月10日，曼祖基奇加盟西甲俱樂部馬德里競技並簽訂4年合同，轉會費為2,200萬歐元。同年7月24日，馬競為曼祖基奇舉辦歡迎儀式，他身穿9號球衣亮相於比森特·卡爾德隆球場並在場內接受馬競球迷的歡迎。
曼祖基奇在同年8月19日舉行的2014年西班牙超級盃首回合作客皇家馬德里的比賽中以正選身份上場。他在下半場78分鐘被入替。 在次回合在比森特·卡爾德隆球場主場迎戰皇馬的比賽中，他在開賽不到兩分鐘打進自己在床單軍團的第一個進球，協助馬競兩回合計2:1擊敗死敵皇馬，奪得西班牙超級盃。 這也是比賽初段的進球。
曼祖基奇在同年8月30日打進自己在馬競的首個西甲聯賽進球，對手為升班馬埃瓦爾，這也是馬競在新賽季的第一場勝利。 在2014–15年歐洲冠軍聯賽首輪比賽中，馬競作客奧林匹亞科斯，曼祖基奇接應隊友克裡斯蒂安·安薩爾迪的傳球並將皮球頂入，令俱樂部在完半場前追成較接近的比分返回更衣室，但馬競最終以2:3不敵對手。 曼祖基奇以出色的表現協助馬競追趕聯賽的領頭羊巴塞罗那以及塞維利亞。在同年10月26日馬競作客赫塔費的比賽，曼祖基奇在上半場40分鐘趁隊友阿尔达·图兰在門前射門失誤下立刻搶前將球射入，俱樂部最終憑着他的進球以1:0險勝對手。
同年11月26日，曼祖基奇為馬競上演首次的帽子戲法，協助俱樂部在主場對陣奧林匹亞科斯的歐洲冠軍聯賽小組賽以4:0大勝戰手，同時令馬競鎖定進入淘汰賽階段的名額。

### 尤文图斯
2015年6月22日，文迪蘇傑加盟意甲俱樂部尤文图斯並簽訂3年合同，轉會費為1,500萬歐元，外加300萬歐元的追加費用。文迪蘇傑上陣162場入44球，交出18次助攻。

### 歷基韋亞
2019年12月25日，文迪蘇傑加盟卡塔尔星级足球联赛俱乐部歷基韋亞。

### AC米蘭
2021年1月19日，文迪蘇傑加盟意甲AC米兰，合同期至赛季结束，并可选择续约一年。

## 国家队生涯
2004年9月14日，曼祖基奇代表克罗地亚U19对阵波黑，上演了他在国字号球队的处子秀。次年U19欧青赛预选赛中，曼祖基奇为球队打入两球，但克罗地亚队未能晋级决赛圈。
距首次在U21国家队出场后4年，曼祖基奇代表克罗地亚国家队在2010世界杯欧洲区预选赛第6小组的比赛中对阵英格兰。他替补出场并在第78分钟单刀推射破门，把比分改写为1:3，这是他为克罗地亚国家队打入的首个进球。

### 2012年歐洲足球錦標賽
曼祖基奇在2012年歐洲國家盃外圍賽表現出色。他在2011年6月對陣格魯吉亞的比賽中打進自己在外圍賽的第一個進球，他在外圍賽最後一場對陣拉脫維亞的比賽中打進一球頭球。協助克羅地亞以小組賽第二名出戰附加賽。克羅地亞在附加賽中面對土耳其。首回合在伊斯坦堡舉行，克羅地亞克服土耳其主場球迷的強大威力以3:0擊敗對手。當中，曼祖基奇在上半場32分鐘頂入國家隊的第二個進球。
曼祖基奇是克羅地亞主教練斯拉文·比利奇在2012年歐洲足球錦標賽比賽中的前鋒首選，他夥拍效力埃弗頓的尼基卡·杰拉維奇一同組成國家隊雙箭頭。在2012年欧洲杯C组小组赛首轮第二场比赛爱尔兰对阵克罗地亚，上半场开场仅157秒曼祖基奇便首开纪录，打入欧洲杯史上第7快进球。同时，他也成为第二名在欧锦赛上梅开二度的克罗地亚球员，另一人是6届克罗地亚足球先生得主。 他也同時在接下來對陣意大利的比賽中打進一球。 他也因為打進三球而與马里奥·戈麦斯、马里奥·巴洛特利、克里斯蒂亚诺·罗纳尔多、阿兰·德萨戈耶夫以及费尔南多·托雷斯共同並列射手榜榜首。

### 2014年世界盃
曼祖基奇在2014年世界盃外圍賽最初兩場比賽交出重要助攻，包括在克羅地亞首都萨格勒布對陣馬其頓以及在布魯塞爾市對陣比利時。他在奧西耶克對陣威爾士的比賽中打進自己在外圍賽的首個進球。曼祖基奇在萨格勒布對陣塞爾維亞的比賽中再打進一球，協助國家隊最終以2:0擊敗對手。他在作客塞爾維亞贝尔格莱德時也打進一球協助國家隊迫和對手。在2014年世界盃外圍賽歐洲區第二輪次回合克羅地亞在萨格勒布主場對陣冰島的賽事中，曼祖基奇打進第一球。最終國家隊以2:0擊敗對手。晉身2014年世界盃決賽週。然而，他在下半場因為對冰島球員古德蒙德松的左膝作出一個魯莽的攔截，而被主裁判以紅牌驅趕出場。
曼祖基奇入選了克羅地亞在巴西舉行的2014年世界盃23人大名單。但他因為停賽的關係，無法在2014年6月12日揭幕戰克羅地亞對陣東道主巴西的比賽中上陣。 他在接下來6月18日對陣喀麥隆的比賽中正式首發上陣，他個人梅開二度下令國家隊以4:0大勝對手。 他也當選成為該場賽事的最佳球員。

### 2018年世界盃
曼祖基奇入選了克羅地亞在俄羅斯舉行的2018年世界盃23人大名單。對戰法國的決赛中雖然他在第18分钟头顶任意球防守失败，因此打入乌龙球，但之后在第69分钟利用門將疏失为克罗地亚打入一球。最終克羅地亞奪得亞軍。
2018年8月14日，曼祖基奇宣布退出克羅地亞國家隊。

## 踢球風格
專家們指出曼祖基奇擁有強勁的體能，通用性，流動性和強壯性。他更被米罗斯拉夫·布拉热维奇取名為Đilkoš，這名字指的是性情急躁，單純的。即是指曼祖基奇擁有的是前鋒的身體優勢，強悍的體魄以及看似無盡的耐力，而不是他的技術能力。 沃爾夫斯堡的前教練菲利克斯·馬加特認為曼祖基奇的耐力令他可以打兩場不斷回後協助防守，甚至不用停止的狀況下連踢兩場比賽。
隨着曼祖基奇加盟馬德里競技。天空體育分析員亞當‧貝特(Adam Bate)表示他是完全地適合於迭戈·西蒙尼的戰術體系。他表示:「而曼祖基奇往往是進攻與體力充沛運行的始作俑者，他不斷在比賽中協助防守，並回後為隊友營造進攻空間，同時也防止對手進攻時不會對球隊產生壓力。」 貝特進一步補充說:「這位克羅地亞人是為俱樂部貢獻最多，他的付出等於俱樂部兩名球員的工作，從而使一個額外的球員可以在中場的進行組織和更輕鬆地傳球予前鋒。」

## 职业生涯统计

### 俱樂部
最後更新：2015年2月4日
| 俱樂部表現     | 俱樂部表現 | 聯賽 | 聯賽 | 盃賽       | 盃賽       | 洲際 | 洲際 | 其他 | 其他 | 總計 | 總計 | Ref.   |
| 俱樂部         | 賽季       | 上場 | 進球 | 上場       | 進球       | 上場 | 進球 | 上場 | 進球 | 上場 | 進球 | Ref.   |
| 克羅地亞       | 克羅地亞   | 聯賽 | 聯賽 | 克羅地亞盃 | 克羅地亞盃 | 歐洲 | 歐洲 | 其他 | 其他 | 總計 | 總計 | Ref.   |
| -------------- | ---------- | ---- | ---- | ---------- | ---------- | ---- | ---- | ---- | ---- | ---- | ---- | ------ |
| 马尔索尼亚     | 2004–05    | 23   | 14   | —          | —          | —    | —    | —    | —    | 23   | 14   |        |
| 萨格勒布       | 2005–06    | 28   | 3    | —          | —          | —    | —    | —    | —    | 28   | 3    |        |
| 萨格勒布       | 2006–07    | 23   | 11   | 4          | 3          | —    | —    | —    | —    | 27   | 14   |        |
| 總計           | 總計       | 51   | 14   | 4          | 3          | —    | —    | —    | —    | 55   | 17   | —      |
| 萨格勒布迪纳摩 | 2007–08    | 29   | 12   | 8          | 5          | 10   | 3    | —    | —    | 47   | 20   |        |
| 萨格勒布迪纳摩 | 2008–09    | 28   | 16   | 5          | 5          | 10   | 3    | —    | —    | 43   | 24   |        |
| 萨格勒布迪纳摩 | 2009–10    | 24   | 14   | 3          | 0          | 11   | 5    | —    | —    | 38   | 19   |        |
| 總計           | 總計       | 81   | 42   | 16         | 10         | 31   | 11   | —    | —    | 128  | 63   | —      |
| 德國           | 德國       | 德甲 | 德甲 | 德國盃     | 德國盃     | 歐洲 | 歐洲 | 其他 | 其他 | 總計 | 總計 | —      |
| 沃尔夫斯堡     | 2010–11    | 24   | 8    | 3          | 0          | —    | —    | —    | —    | 27   | 8    | [ 47 ] |
| 沃尔夫斯堡     | 2011–12    | 32   | 12   | 1          | 0          | —    | —    | —    | —    | 33   | 12   | [ 48 ] |
| 總計           | 總計       | 56   | 20   | 4          | 0          | —    | —    | —    | —    | 60   | 20   | —      |
| 拜仁慕尼黑     | 2012–13    | 24   | 15   | 5          | 3          | 10   | 3    | 1    | 1    | 40   | 22   | [ 49 ] |
| 拜仁慕尼黑     | 2013–14    | 30   | 18   | 4          | 4          | 10   | 3    | 4    | 1    | 48   | 26   | [ 50 ] |
| 總計           | 總計       | 54   | 33   | 9          | 7          | 20   | 6    | 5    | 2    | 88   | 48   | —      |
| 西班牙         | 西班牙     | 西甲 | 西甲 | 國王盃     | 國王盃     | 歐洲 | 歐洲 | 其他 | 其他 | 總計 | 總計 | —      |
| 馬德里競技     | 2014–15    | 19   | 11   | 3          | 2          | 6    | 5    | 2    | 1    | 4    | 2    | [ 51 ] |
| 生涯總計       | 生涯總計   | 259  | 118  | 36         | 22         | 57   | 22   | 7    | 3    | 359  | 165  | —      |

### 國家隊
最後更新：2014年11月16日國際比賽日之後
| 國家隊   | 年度 | 上場 | 進球 |
| -------- | ---- | ---- | ---- |
| 克羅地亞 | 2007 | 1    | 0    |
| 克羅地亞 | 2008 | 3    | 1    |
| 克羅地亞 | 2009 | 6    | 0    |
| 克羅地亞 | 2010 | 8    | 1    |
| 克羅地亞 | 2011 | 8    | 3    |
| 克羅地亞 | 2012 | 11   | 4    |
| 克羅地亞 | 2013 | 10   | 4    |
| 克羅地亞 | 2014 | 10   | 4    |
| 總計     | 總計 | 57   | 17   |

### 国际比赛进球
| #   | 日期       | 比赛场地                         | 对阵     | 比分  | 赛果  | 赛事                           |
| --- | ---------- | -------------------------------- | -------- | ----- | ----- | ------------------------------ |
| 01. | 2008.9.10  | 克罗地亚萨格勒布马克西米尔体育场 | 英格兰   | 1 – 3 | 1 – 4 | 2010年世界杯预选赛             |
| 02. | 2010.10.12 | 克罗地亚萨格勒布马克西米尔体育场 | 挪威     | 1 – 1 | 2 – 1 | 友谊赛                         |
| 03. | 2011.6.3   | 克罗地亚斯普利特波伦德体育场     | 格鲁吉亚 | 1 – 1 | 2 – 1 | 2012年欧洲杯预选赛             |
| 04. | 2011.10.11 | 克罗地亚里耶卡坎特利达球场       | 拉脫維亞 | 2 – 0 | 2 – 0 | 2012年欧洲杯预选赛             |
| 05. | 2011.11.11 | 土耳其伊斯坦布尔土耳其電信競技場 | 土耳其   | 0 – 2 | 0 – 3 | 2012年欧洲杯预选赛             |
| 06. | 2012.6.10  | 波兰波兹南波兹南市立球场         | 愛爾蘭   | 0 – 1 | 1 – 3 | 2012年欧洲杯                   |
| 07. | 2012.6.10  | 波兰波兹南波兹南市立球场         | 愛爾蘭   | 1 – 3 | 1 – 3 | 2012年欧洲杯                   |
| 08. | 2012.6.14  | 波兰波兹南波兹南市立球场         | 義大利   | 1 – 1 | 1 – 1 | 2012年欧洲杯                   |
| 09. | 2012.10.16 | 克羅地亞奧西耶克城市花園体育場   |          | 1 – 0 | 2 – 0 | 2014年世界盃外圍賽歐洲區A組    |
| 10. | 2013.2.6   | 英格蘭倫敦卡雲農舍球場           |          | 0 – 1 | 0 – 4 | 友誼賽                         |
| 11. | 2013.3.22  | 克羅地亞薩格勒布马克西米尔体育场 | 塞爾維亞 | 1 – 0 | 2 – 0 | 2014年世界盃外圍賽歐洲區A組    |
| 12. | 2013.9.6   | 塞爾維亞貝爾格勒紅星體育場       | 塞爾維亞 | 0 – 1 | 1 – 1 | 2014年世界盃外圍賽歐洲區A組    |
| 13. | 2013.11.19 | 克罗地亚萨格勒布马克西米尔体育场 | 冰島     | 1–0   | 2–0   | 2014年世界盃外圍賽歐洲區附加賽 |
| 14. | 2014.6.18  | 巴西瑪瑙斯亞馬遜體育場           | 喀麦隆   | 3–0   | 4–0   | 2014年世界盃                   |
| 15. | 2014.6.18  | 巴西瑪瑙斯亞馬遜體育場           | 喀麦隆   | 4–0   | 4–0   | 2014年世界盃                   |
| 16. | 2014.9.4   | 克羅地亞普拉德罗西纳體育場       | 賽普勒斯 | 1–0   | 2–0   | 友誼賽                         |
| 17. | 2014.9.4   | 克羅地亞普拉德罗西纳體育場       | 賽普勒斯 | 2–0   | 2–0   | 友誼賽                         |

## 荣誉

### 俱樂部
萨格勒布迪纳摩
- 克羅地亞足球甲級聯賽：2007–08、2008–09、2009-10
- 克羅地亞盃：2007–08、2008–09

 拜仁慕尼黑
- 德国足球甲级联赛：2012–13、2013–14
- 德國盃：2012–13、2013–14
- 德國超級盃：2012
- 歐洲聯賽冠軍盃：2012–13
- 歐洲超級盃：2013
- 世界冠軍球會盃：2013

 馬德里競技
- 西班牙超級盃：2014

 祖雲達斯
- 意大利足球甲级联赛：2015-16、2016-17、2017-18、2018-19
- 意大利盃：2015-16、2016-17、2017-18
- 意大利超級盃：2015、2018

### 國家隊
克羅埃西亞
- 國際足協世界盃亞軍：2018年

### 個人
- 克甲神射手：2008–09
- 克甲最佳球员：2008–09
- 克羅地亞足球先生：2012、2013
- 克羅地亞最佳運動員：2013
- 歐洲足球錦標賽神射手：2012

勳章
布拉尼米爾大公勳章：2018年